# Штальберг (копальня)
Штальберг (копальня) — рудник Штальберг («сталева гора»), який розташовувався поблизу м. Мюзена. Перші письмові згадки про місцевий видобуток руд датовані 1313 р. Тут розробляли винятково багате родовище сидериту з домішками марганцю. Товщина круто похилого покладу становила близько 30 м. Її розробляли поверховим способом зверху вниз на десяти ярусах загальною висотою 100 м. Споруджені в горі штольні поєднували з вертикальними стволами. Від штолень через кожні 10 м в рудне тіло входили добувні штреки.